# Code:Breaker
Code:Breaker (コード: ブレイカー Kōdo:Bureikā?) es un manga escrito e ilustrado por Akimine Kamijyo actualmente serializada en la revista Weekly Shōnen Magazine de la editorial Kodansha. La historia gira en torno a una chica de secundaría quien práctica artes marciales y un estudiante de intercambió con un misterioso poder. Una adaptación anime fue producida por Kinema Citrus y transmitida desde el 6 de octubre de 2012. La serie fue licenciada para Estados Unidos por Funimation Entertainment. Un OVA de 3 capítulos fue lanzado junto con los volúmenes 22, 23 y 24 del manga.

## Argumento
Cuando la joven Sakura Sakurakouji viaja en bus de vuelta a casa después de haber asistido al colegio, se encuentra con una escena tenebrosa en el parque de la ciudad en donde un joven quema a otro individuo con un extraño fuego azul. Al día siguiente Sakura va al sitio del suceso en donde extrañamente no existen señales de quemaduras ni mucho menos evidencias de un posible asesinato. Todo se torna más confuso cuando a su colegio llega un alumno de intercambio, Ogami Rei, quien es, según descubre posteriormente Sakura, la persona que vio en el parque con el extraño fuego azul. Luego la chica insiste en seguir al individuo con el fin de que este reconozca que sus actos están mal, y quiere que vaya por el camino del bien.

## Personajes

### Personajes principales
- Sakura Sakurakoji (桜小路 桜 Sakurakouji Sakura?) (16 años)

Una joven cuya forma de pensar es que nadie debería morir bajo ninguna circunstancia. Actualmente esta con Ogami-kun para que no cometa más muertes con sus llamas azules en su "trabajo de medio tiempo" como code breaker. Ella ignora que la organización la tiene clasificada como especie rara, (alguien con poderes gigantescos). Tiene amnesia sobre lo que pasó en el evento 32 de diciembre, donde enloqueció y asesinó a docenas de personas con su poder. Eso se debe a la relación entre sus padres biológicos, ya que ambos son 2 de los 4 fundadores del "Eden".
- Rei Ogami (大神 零 Ōgami Rei?) (16 años)

Es un code breaker. Cuyo nombre en clave es Code:06 y su lema es «ojo por ojo, diente por diente y mal por mal». Por ello, conoce a Sakurakouji y se da cuenta de que es una especie rara, por lo cual, Eden le manda protegerla y reunir información. Tiene una gran pared de no amar o querer a personas por lo ocurrido en el 32 de diciembre y también por ser un code breaker. Tiene un estilo de vida de supervivencia. Sus habilidades son controlar las siete llamas del purgatorio, asociadas a un pecado capital y a un demonio: El fuego de Satán (llama azul, asociado a la ira), Belphegor de la Oscuridad (llama negra, asociada a la pereza), las Llamas Dicromanticas del Infierno, Mammon (llama azul y amarillo, asociada a la avaricia), Llama Acromantica del Purgatorio, Belcebú (llama invisible asociada a la gula), Leviathan, la Bestia Marina del Hades (llama gris, asociada a la envidia), Llamas Explosivas Iridiscentes del Infierno, Asmodeus (llama de muchos colores, asociada a la lujuria) y por último Lucifer (llama azul, asociado al orgullo)
En su forma perdida se resfría y después de evolucionar su poder éste se vuelve invisible.
Tiene sentimientos fuertes por Sakura

### Otros Code:Breaker
- Rui Hachiouji (八王子 泪 Hachiōji Rui?,  hiragana: はちおうじ るい) (20 años)toda la información fue creada por Eileen Belzerion

Es una Code:Breaker y una antigua Re:Code. Su nombre en clave es Code:05 y su lema es «Ojo por ojo, diente por diente, y la pena de muerte por mal». Ha salido muy pocas veces en el anime (capítulos 6, 7, 8, 12, 13). Es una mujer, a pesar de su apariencia masculina. Posee el poder de controlar las sombras, además de materializarlas y usarlas como defensa y ataque. Su arma más característica es materializar la sombra en una guadaña. Perdió a su familia en un accidente.
En su forma perdida, esta se transforma en una sirena de cola azul.
- Toki Fujiwara (刻 Toki?,  hiragana: トキ) (17 años)toda la información fue creada por Eileen Belzerion

Es un Code: Breaker y el "Comodín" o "Jocker" de Eden, cuyo número clave es Code:04. Su lema es «Ojo por ojo, diente por diente, y martillo de acero de la justicia por mal». Es uno de los personajes principales de Code: Breaker. Su poder especial es el magnetismo. Es un joven de contextura delgada, tiene el cabello lacio de color rubio, su piel es de tez blanca pero su característica más importante son sus ojos, pues el derecho es marrón y el izquierdo es de color azul. Se ve generalmente con su uniforme escolar. Es una persona muy arrogante, orgullosa y tiende a ser un pervertido mujeriego. Es extremadamente protector con su hermana gemela Nenene, la cual es el motivo por el que es Code:Breaker. Suele meterse a menudo con Ogami-kum, al que tiene un especial odio y una especial simpatía a la vez.
En su Forma Perdida se vuelve un niño pequeño, se encoje. Suele aprovechar esta situación para acercarse a chicas o para salirse con la suya.
- Yuuki Tenpouin (天宝院 遊騎 Tenpōin Yūki?) (15 años)toda la información fue creada por Eileen Belzerion

Es un Code:Breaker cuyo nombre clave es Code:03. A quien Ogami describe como el "Code:Breaker más barbárico". Su lema es «Ojo por ojo, diente por diente, y un réquiem de odio por mal». Su poder especial es manipular el sonido. Yuuki es joven caucásico de 1'65 cm de altura con cabello color rojo oscuro, el cual es un poco desaliñado y picudo en la parte trasera pero se divide en dos partes que cubren los oídos. Sus ojos son color magenta claro. Lleva consigo un collar Hoope con un pequeño frasco que contiene una cápsula de medicina colgando de ella el cual se mantiene incluso si cambia a su forma perdida. Cuando se irrita, su piel se torna de color rojo, lo que indica que va a crear una guardia de sonido, llamada Scarlet Phoneme, en torno a sí mismo. Es un joven bastante tranquilo e infantil pero se enfada sin medida si alguien insulta o pisotea el nombre de su personaje animado favorito Nyanmaru.
En su Forma Perdida es un gato rojo con ojos negros.
- Masaomi Heike (平家 将臣 Heike Masaomi?) (17 años)

Es un compañero de clase de Sakura Sakurakouji y el secretario del consejo estudiantil de la secundaria Kibou. Sin embargo se revela que de hecho es un Code:Breaker cuyo nombre clave es Code:02. Su lema es «Ojo por ojo, diente por diente, y un sueño eterno por mal». Es uno de los cuatro fundadores de Eden, cuyo poder y reputación es bien conocido por todos los Code:Breakers. Él posee la habilidad de manipular la luz. Su contextura es delgada, pero musculosa, su cabello es de color blanco y es bastante largo en la parte frontal, sus ojos son de color ámbar. Uno de sus rasgos más ocultos y a la vez distintivos es que no tiene cejas lo cual es señalado constantemente por Toki, sin embargo se nota poco gracias a la longitud frontal de su cabello. En cuanto a la vestimenta, Heike es siempre muy pulcro y la mayoría de las veces se le ve luciendo el uniforme estudiantil de la secundaria Kibou. Sin ninguna razón siempre pone una mesa en medio de un pasillo o de cualquier otro lugar inusual para beber un poco de té mientras lee porno (o revistas eróticas, como él las llama). Cuando otros lo acusan de ser un pervertido, Heike, se defiende diciendo que es una forma de arte y amenaza con castigar a cualquier persona que dude de ello. Su longeva edad es debida a su "Regeneración celular", lo cual le permite permanecer con el cuerpo de un joven de 17 años, aunque en realidad tenga 117.
Su Forma Perdida es aún desconocida ya que cada vez que la sufre, se cubre inmediatamente con una armadura de caballero. Según él, "Es algo que no se debe ver en público".
- Hitomi (人見 Hitomi?) (26 años)

Un Ex-Code:Breaker, que ocupaba en rango de Code:01 en otras palabras el Code: Breaker más poderoso en Eden, siendo así muy respetado por sus compañeros y subordinados, pero decidió abandonar esta organización por motivos personales, convirtiéndose el antagonista principal de la primera saga. Él tiene la capacidad de controlar y manipular la electricidad. Su lema era «Ojo por ojo, diente por diente, y el trueno de la justicia por mal». En el anime ha aparecido muy poco, Ogami Rei trata de poder encontrarlo hasta ahora solo ha manipulado seres muertos para enviarlos hacia Ogami.
En su forma perdida se duerme inmediatamente. Lo demuestra en el Episodio 10 del anime.

### Code:Name
- Shigure (時雨 Shigure?)

- Saechika (冴親 Saechika?,  hiragana: さえちか)

- Aoba Takatsu (高津 あおば Takatsu Aoba?)

- Fuego de las sombras (影炎?  hiragana: かげろう) / Kuromon tera mishiru (黒門寺みしる?)

### Funcionarios del Edén
- Kanda (神田 Kanda?)

- Primer Ministro Fujiwara (藤原 Fujiwara?)

- Seigi no seisen-shi (正義の聖戦士?   エデンのセントファイター)  Eden no sentofaitā

- Shiwon Ikurumi (王生シヲン Ikurumi Shiwon?)

### Re:Code
- Yukihina (雪比奈 Yukihina?)

Es una especie de "muerto viviente" unido a la banda de los Re:Code (antiguo compañero de Rui Hachiouji), aunque en vida perteneció a la primera generación de Code:Breakers. En el anime es un compañero de Hitomi, a quien ayuda en su plan de vengarse de Eden. Es muy callado aunque habla de vez en cuando. Viste un chaleco color marrón claro con gorra, una chaqueta verde musgo, y pantalones oscuros. Su habilidad es manipular los estados del agua, lo cual le permite usar y cambiar el agua de estado (gaseoso, líquido o sólido) a su antojo, aunque suele usar el hielo, recientemente se demuestra que en su forma perdida cambia de género y se transforma en mujer.

## Manga
El manga es escrito e ilustrado por Akimine Kamijyo, y es publicada desde el 9 de junio de 2008 en la revista Weekly Shōnen Magazine, de la editorial Kodansha. El manga finalizó el 17 de julio de 2013 con 26 volúmenes, 230 capítulos y un capítulo extra.
Además están siendo lanzados volúmenes recopilatorios de la serie, el primero el 17 de octubre de 2008 en Japón, y son publicados aproximadamente cada tres meses. Junto con los volúmenes veintidós, veintitrés y veinticuatro se está comercializando DVD con un OVA adaptado del manga.

## Anime
El manga fue adaptado en una serie de anime, que comenzó a emitirse el 6 de octubre de 2012. La canción de apertura es «Dark Shame» interpretada por GRANRODEO mientras que el tema de cierre es «White Crow» (シロイカラス Shiroi Karasu?), interpretado por Kenichi Suzumura. Funimation Entertainment ha licenciado el anime para transmitirlo en su página web. La serie comenzó a emitirse en televisión el 7 de octubre de 2012 en Tokyo MX. La transmisión simultánea en inglés actualmente está licenciada por FUNimation y comenzó a transmitirse el 10 de octubre de 2012 en FUNimation.com y Hulu.com.
Además fue lanzado un OVA adaptado del manga, que consta de 3 capítulos que fueron comercializados junto a los volúmenes 22, 23 y 24, el 17 de diciembre de 2012, el 15 de enero de 2013 y el 17 de abril de 2013 respectivamente.

## Lista de episodios
| Núm. | Título                                                           | Estreno                 |
| ---- | ---------------------------------------------------------------- | ----------------------- |
| 1    | «Ooi naru Kami no Shinpan» (大いなる神の審判)                    | 7 de octubre de 2012    |
| 2    | «Moe Saku Rasen no Aoi Hana» (燃え咲く螺旋の青い花)              | 14 de octubre de 2012   |
| 3    | «Ikare ru Yuuki. Kizama Reru Tettsui» (怒れる勇気・刻まれる鉄槌) | 21 de octubre de 2012   |
| 4    | «Kou no Koe» (鬨の声)                                            | 28 de octubre de 2012   |
| 5    | «Negai Noutage» (願いのうたげ)                                   | 4 de noviembre de 2012  |
| 6    | «Rosutowan» (ロストワン)                                         | 11 de noviembre de 2012 |
| 7    | «Sakura, hikari no Nakani» (桜、光の中に)                        | 18 de noviembre de 2012 |
| 8    | «Ou to Hei, Ko to Ie» (王と兵、子と家)                           | 25 de noviembre de 2012 |
| 9    | «Toma tta Jikan» (止まった時間)                                  | 2 de diciembre de 2012  |
| 10   | «Hito no Miru Sekai» (人の見る世界)                              | 9 de diciembre de 2012  |
| 11   | «5 Man-ri no Hitojichi» (5万人の人質)                            | 16 de diciembre de 2012 |
| 12   | «Maō. Kami to Hito. Mimamoru Sakura» (魔王・神と人・見守る桜)    | 23 de diciembre de 2012 |
| 13   | «Saishū Wa Kami to Saku Hana» (最終話 神と咲く花)                | 30 de diciembre de 2012 |

### OVA
| Basado en el volumen | Episodios         | Subtítulo                                                                                         | Guion         | Storyboard      | Producción          | Director de animación        | Fecha de publicación    |
| -------------------- | ----------------- | ------------------------------------------------------------------------------------------------- | ------------- | --------------- | ------------------- | ---------------------------- | ----------------------- |
| Volumen 22           | code:extra1       | Operación Chocolate (チョコチョコ大作戦 Choko choko dai sakusen?)                                 | Yasuhiro Irie | Masayuki Kojima | Naoki Hishikawa     | Akira Tabata Kubo Takashi    | 17 de diciembre de 2012 |
| Volumen 22           | code:extra2       | Operación Malvavisco (マシュマロ大作戦 Mashumaro dai sakusen?)                                    | Yasuhiro Irie | Masayuki Kojima | Naoki Hishikawa     | Akira Tabata Kubo Takashi    | 17 de diciembre de 2012 |
| Volumen 22           | code:extra3       | Electric Bird                                                                                     | Yasuhiro Irie | Masayuki Kojima | Naoki Hishikawa     | Akira Tabata Kubo Takashi    | 17 de diciembre de 2012 |
| Volumen 22           | code:Plus1        | El teatro de Nyanmaru (にゃんまる劇場 Nyanmaru gekijō?)                                           | Yasuhiro Irie | Yasuhiro Irie   | Naoki Hishikawa     | Kubo Takashi                 | 17 de diciembre de 2012 |
| Volumen 23           | code:100          | Lost Summer (ロストサマー Rosuto samā?)                                                           | Yasuhiro Irie | Imasayuki Sako  | Mitsutaka Noshitani | Yukari Takeuchi              | 15 de febrero de 2013   |
| Volumen 23           | code:extra HANAMI | Bajo el cerezo (桜の木の下で Sakuranoki no Shitade?)                                              | Yasuhiro Irie | Imasayuki Sako  | Mitsutaka Noshitani | Yukari Takeuchi              | 15 de febrero de 2013   |
| Volumen 23           | code:Plus2        | La secuela del teatro de Nyanmaru (続・にゃんまる劇場 Zoku Nyanmaru gekijō?)                      | Yasuhiro Irie | Yasuhiro Irie   | Mitsutaka Noshitani | Yukari Takeuchi              | 15 de febrero de 2013   |
| Volumen 23           | code:Excellent    | La función teatral de Masaomi Heike (平家将臣・官能小説劇場 Heike Masaomi kannō shōsetsu gekijō?) | Yasuhiro Irie | Imasayuki Sako  | Mitsutaka Noshitani | Yukari Takeuchi              | 15 de febrero de 2013   |
| Volumen 24           | Capítulo 1        | Estableciendo Diferencias                                                                         | Yasuhiro Irie | Hiroko Kazui    | Naoki Hishikawa     | Yukari Takeuchi Akira Tabata | 17 de abril de 2013     |
| Volumen 24           | Capítulo 2        | Combate Decisivo!                                                                                 | Yasuhiro Irie | Hiroko Kazui    | Naoki Hishikawa     | Yukari Takeuchi Akira Tabata | 17 de abril de 2013     |
| Volumen 24           | Capítulo 3        | Un Cuento de Invierno en Shibuya                                                                  | Yasuhiro Irie | Hiroko Kazui    | Naoki Hishikawa     | Yukari Takeuchi Akira Tabata | 17 de abril de 2013     |

## Reparto
| Personaje                | Seiyū Original (Japón) |
| ------------------------ | ---------------------- |
| Sakura Sakurakoji        | Yōko Hikasa            |
| Rei Ōgami/Code:06        | Nobuhiko Okamoto       |
| Hitomi                   | Shin'ichirō Miki       |
| Masaomi Heike/Code:02    | Subaru Kimura          |
| Yūki Tenbōin/Code:03     | Toshiyuki Toyonaga     |
| Toki/Code:04             | Ken'ichi Suzumura      |
| Rui Hachiōji/Code:05     | Mitsuki Saiga          |
| Aoba Takatsu             | Eri Sendai             |
| Gotoku Sakurakōji        | Kōji Tsujitani         |
| Yuki Sakurakōji          | Kyōko Hikami           |
| Yukihina                 | Kenjirō Tsuda          |
| Primer Ministro Fujiwara | Jōji Nakata            |
| Kanda-sensei             | Yūko Kaida             |
| Nenene Fujiwara          | Yukana                 |
| Nyanmaru                 | Kanae Itō              |
| Chisa                    | Ryō Hirohashi          |